# Vanzaghello
Vanzaghello é uma comuna italiana da região da Lombardia, província de Milão, com cerca de 4.883 habitantes. Estende-se por uma área de 5 km², tendo uma densidade populacional de 977 hab/km². Faz fronteira com Samarate (VA), Lonate Pozzolo (VA), Magnago, Castano Primo.

## Demografia
| Variação demográfica do município entre 1861 e 2011                               |
|                                                                                   |
| Fonte: Istituto Nazionale di Statistica (ISTAT) - Elaboração gráfica da Wikipedia |